# Tingvalls naturreservat
Tingvall är ett naturreservat i Naverstads socken i Tanums kommun i Bohuslän.
Reservatet ligger nära Tingvalls gård, längs Södra Bullaresjöns strand, cirka 15 km öster om Tanumshede. Denna östsluttning utgörs till stor del av trädklädda betesmarker där ek dominerar. Det finns gott om både gamla och grova träd. Dessa har stora naturvärden. Här finns också gott om gamla och grova askar, lindar och björkar.
I strandzonen finns ett utvecklat alsockelkärr. I området finns två fornlämningar i form av en stenåldersboplats och ett järnåldersgravfält.
Området är skyddat sedan 2007 och omfattar 13 hektar. Det förvaltas av Västkuststiftelsen. Det ingår i EU:s ekologiska nätverk av skyddade områden, Natura 2000.